# هفت روز (فیلم ۲۰۲۴)

هفت روز فیلمی آلمانی به زبان فارسی محصول ۲۰۲۴ به کارگردانی علی صمدی احدی است و ویشکا آسایش بدون حجاب اجباری در آن بازی می‌کند. این فیلم در سال ۲۰۲۴ جشنواره بین‌المللی فیلم تورنتو (به انگلیسی: Toronto International Film Festival، به‌صورت مخفف TIFF) رونمایی شد.

## خلاصه داستان
«هفت روز»‌ داستان مادری به نام مریم است، او فعال حقوق بشر در است که شش سال از زندانی شد او می‌گذرد. او دچار حمله‌ی قلبی می‌شود و برای درمان بیماری به‌مدت هفت روز اجازه می‌یابد به بیمارستانی خارج از زندان برود و سپس به زندان برگردد. اما از قبل هماهنگ کرده است که همسر و دو فرزندش به ترکیه بیایند و او مخفیانه از کشور خارج شود و تلاش کند چند روزی را با فرزندانش بگذراند. متوجه می‌شود دخترش و پسر کوچکش و همسرش از دست او ناراحت هستند و ماجراهایی اتفاق می‌افتد که مسیر داستان را تغییر می‌دهد.

## واکنش‌ها
پس از انتشار فیلم در جشنواره بین‌المللی فیلم تورنتو واکنش‌های خبری مختلفی در سایت‌های فارسی و سایر زبان‌ها اتفاق افتاد.
- رادیو زمانه: حامد فرهمند در رادیو زمانه درباره این فیلم می‌نویسد:

فیلم، فشار اجتماعی را که از سوی خانواده و اطرافیان زندانی سیاسی زن به او به عنوان «مادر» وارد می‌شود به نمایش می‌گذارد. همچنین رابطه همراه با تنش فرزندانش با او و به خصوص خشم کودک دختر نوجوان از مادرش، یکی از بخش‌های محوری فیلم است. اما این کافی نیست.

- مجله‌ی هفته: مصطفی عزیزی در مجله‌هفته که در کانادا منتشر می‌شود. نوشته است:

«فیلم اول، هفت روز، در اروپا ساخته شده است اما یکی از بازیگران رسمی و مشهور داخل ایران، ویشکا آسایش که پس از خیزش «زن، زندگی، آزادی» جمهوری اسلامی را برای همیشه ترک کرده است در این فیلم بدون رعایت مقررات سفت و سخت وزارت ارشاد اسلامی به ایفای نقش پرداخته بود.»

## بازیگران
| بازیگر      | نقش              |
| ----------- | ---------------- |
| ویشکا آسایش | مریم وکیل زندانی |
| سینا پروانه | همسر مریم        |
| مهسا مهجور  |                  |
| زنیار محمدی | زنیار            |